# クローズドドアシステム
- クローズドドアーシステム

クローズドドアシステムまたはクローズド・ドア制（クローズドドアせい）は、バスで途中停留所の利用条件を乗車もしくは降車のみに制限する制度。乗車降車専用方式ともいう。また、鉄道においても主にホームライナーにおいて同様の形態がみられる。

## 解説
クローズドドアシステムは、日本で戦後にバス路線の共同運行が普及する際に定着した制度である。
1948年8月23日、京都市交通局が京阪自動車・京都バス・丹波交通の民営3社と、相互乗り入れに関して運輸協定を締結したことにはじまった。ここでは取扱旅客について「会社は乗入れ路線各区間においては、当該区間のみの利用乗車する旅客を、原則として取扱わない」と定めた。一方、市域内の交通はすべて市営において経営することを基本原則とする市営主義を表明した大阪市でも、京阪間を直通する路線バスを計画する京阪自動車・阪急バスをはじめ、阪神間を結ぶ阪神電鉄バス、枚岡・国分以遠を直通する近畿日本鉄道（近鉄バス）、泉大津以遠を直通する南海電鉄バスの民営4社との間で、民営各社の系統にあっては「運輸協定区間内停留所の相互発着旅客は取扱わないものとする」とする運輸協定を1957年に締結した。特に大阪市と民営4社との間で締結されたこのシステムについて、1952年9月19日に運輸省は「クローズド・ドア制」という語句を用いて、裁定案を提案していた。
現代においては、特に都市部と空港や港（フェリー発着所）を結ぶ空港連絡バス・フェリー連絡バスが大半の路線・系統でこの方式を採用している。また、祭りやイベントが開催された場合に運行される、会場と駅や駐車場を結ぶシャトルバス（無料送迎バス）などでも採用されている。高速バス路線では、1982年以降に新設された路線でクローズドドアシステムが確立され、高速バス路線が拡大する源泉となった。

## システムの形態
クローズドドアシステム採用路線では路線形態によって以下のような扱いとなっている。

### 路線バス
自事業者エリアから他事業者エリアに乗り入れる際は、他社エリアでは降車、他事業者エリアから自事業者エリアに乗り入れる際は、他事業者エリアでは乗車のみ取扱する方法と、他事業者の路線が自事業者エリア内では乗降とも取り扱う代わりに自事業者エリア内で他事業者の停留所設置数を制限させる方法とがあり、また地域や事業者によってはその両方を組み合わせる場合もある。なお、自事業者エリア内に複数の他事業者が乗り入れる場合は、その一部事業者および一部路線のみをクローズドドアシステムにしていることもある。また、同一の区間であっても、事業者および系統により、クローズドドアシステムの内容が異なる場合もある。
駅行きにおける駅入口停留所など、終点の一つ手前の停留所は降車専用としている路線は各地で見られる。

### 高速バス・都市間バス
起点地周辺エリアで乗車のみ、終着地周辺エリアで降車のみの制限が取られる方法が一般的である。

### 空港連絡バス・フェリー連絡バス
行先が空港・港の場合は途中停留所は乗車のみ、始発が空港・港の場合は途中停留所は降車のみ取扱する。

### 商業施設・病院・学校・競技場などへの送迎バス
駅・ターミナル・住宅街などを発車する場合は乗車のみ、施設発は降車のみ扱う。B&Sみやざきなどのように、駅・ターミナルが施設扱いとなり、駅・ターミナルへ向かうバスは乗車のみ、駅・ターミナルを発車するバスは降車のみ扱う路線もある。

## 長所と短所
以下に述べるように、バス事業者にはメリットの方が大きいが、利用者側にとってはデメリットの方が大きく、一部バス路線では、クローズドドアシステムによる弊害も生じている。

### 長所
- 短距離利用客によって満席になってしまい、本来の目的である長距離利用客が乗れなくなるという事態が避けられる。
- 事業者間でのテリトリー侵害を一定の割合で回避することができ、事業者間での軋轢が少なくなる。
- 高速バスやシャトルバスでは、近距離利用を制限できるため、静粛が保たれやすく、一般路線バスへの影響も最小限にできる。
- 短距離利用が減るため、釣銭・釣札を多く備える必要がなく、帰庫後の運賃精算もスムーズに行いやすい。
- 高速バスでは、拠点間の運賃設定で済むため、共同運行におけるプール精算制といった方法で、運行事業者間の収入分配が公平、簡便になる。
- 乗車のみの扱いとなる停留所および乗降車ともに可能な停留所では、所定の時刻より前に発車することが旅客自動車運送事業運輸規則第12条で禁止されているため、停留所に早着した場合は時間調整が行われるが、降車のみの扱いとなる停留所では時間調整が行われないため、これらの停留所や終点には本来の到着時刻より早着できるることがある。

### 短所
- 短距離路線のクローズドドア区間では、前述のように乗車もしくは降車に制限されるか、あるいは乗降ともに扱う代わりに停留所の設置数が制限されるため、バスが低乗車率のまま運行するケースが生じやすい。
- 高速バスでは利用が拠点間に限定されるため、中間地での利用ができない。特に途中地点に立ち寄らない拠点間直行の高速バスでは、目的地が運行区間の中間でかつ路線設定がない場合、乗り換えが必須となり、途中区間からの需要に応えるには不利となる。また、この欠点を補うために拠点間直行路線を複数設定すると、供給過多（採算性低下）に陥ることがある。
- クローズドドアシステムを採用していることを知らない乗客が誤って乗ってしまい、トラブルとなることがある。

## 日本での事例

### 主な実施事例
京阪バスでは、洛南営業所管轄で2019年より2020年まで運行していた308号経路「西本願寺清水寺ライン」（京都駅八条口 - 西本願寺間の運行。半循環形態）が、路線新設時よりクローズドドアシステムによって、五条高倉 - 西本願寺間に京都駅八条口行きの「烏丸七条」以外の停留所を設けることができず、京都市内最大のターミナルである「京都駅前（京都駅烏丸口）」停留所が設置されなかった。そのため京都駅烏丸口前の塩小路通を全便が停車せずに通過していた。京都駅前を一般路線バスの全便が停車せずに通過していたのは、八条口前を含めても京都駅開業以来史上初の出来事であり、また京都駅前に乗り入れている全乗合バス事業者においても史上初となった。ただしこの308号経路は起点が京都駅八条口であったため、西本願寺や京都市内地区からは大きく迂回するものの、京都駅自体には立ち寄っていたが、2020年のダイヤ改定で路線が改変された際に五条高倉以遠の経路を七条通・塩小路通経由から五条通・堀川通経由で京都駅八条口へと向かう路線に変更（同時に営業所の管轄を変更）したため、京都駅前を通過する珍事例はごく短期間で解消した。
これ以外には、一般業者による路線バスと公営のコミュニティバスが同じルートを並走している場合、民間企業の利益を損ねることを防ぐため、並行区間においてはコミュニティバス側のみ乗車あるいは降車に制限したり（例：日光市営バス）、あるいはクローズドドアシステムとは異なるが停留所の位置を意図的にずらして設置したりする（例：あびバス）対策が取られることがある。

### バス以外の類似の事例
- 土讃線の特急「四国まんなか千年ものがたり」は、途中の停車駅である善通寺駅・琴平駅からの利用は、大歩危駅との間の利用に限られる[8]。
- 近畿日本鉄道の特急では、大阪難波駅・大阪上本町駅行きの列車には鶴橋駅から乗車できず、同様に難波行きの場合も上本町からの乗車が禁止されていた。

### 短所を補う工夫
- 山陽自動車道では、高坂パーキングエリアを乗り換え専用の停車地とし、直行路線のないしまなみ海道沿線や広島県東部各地から広島空港へのアクセスの確保を行っている。
- 国土交通省関東運輸局は、上信越自動車道の藤岡パーキングエリアを乗り換え専用停車地とし、直行路線のない区間でも相互乗り換えでアクセスを確保する社会実験を行うべく、アンケートを実施している。
- 九州自動車道では、2007年7月1日より基山パーキングエリアに、九州号・ひのくに号のスーパーノンストップ便を除く高速バスを停車させ、北九州 - 鹿児島間など直行路線のない方面や、大分・宮崎・鹿児島 - 長崎など直行便が少ない都市間へのアクセスの確保を行っている。
- 山交バス・宮城交通の高速仙台 - 山形線では、山形市内の一般道区間においてクローズドドアシステムの一部を緩和し、「山形県庁前」と「南高校前」の2つのバス停で山形駅前行の片方向のみを乗降可能とした。山交バスの山形市内線は赤字が原因で路線廃止と減便が続き年々利便性が低下していたが、高速バスの山形市内区間を活用することによって、わずかな経費で山形市内利用者の利便性を高めることができた。山形県庁→南高校前→山形駅前の市内路線バスは平日1日23本しかないが、同じ区間を走る仙台からの高速バスは平日1日80本ある。なお、同じバス停の仙台方面行と、同路線の仙台市内区間は緩和されていないが、昭和60年代頃、仙台駅前 - 県庁市役所前間での乗降が可能であった[9]。

## 日本国外での事例
市内に乗り入れる民営バスにクローズドドア制を導入させていた大阪市交通局では、1955年の『欧米の大都市におけるバスの輸送調整について』において、グラスゴーを例に挙げた。
また、1963年10月8日の『大阪市及びその周辺におけるバス輸送について（公述書）』では、欧米での事例として以下を挙げている。
- 郊外バスの市内営業を法的阻止として強力に禁止している都市として、デトロイト、トロントがある。
- 乗車料金制度に差を設けて近距離乗客の利便性をはかる都市として、ロサンゼルス、ロンドンがある。
- 急行バスを運転している都市として、ロサンゼルス、ロンドン、パリがある。
- 市内バスと周辺郊外バスの営業区域を明確にしている都市として、ロンドン、パリ、セントルイスの一部路線がある。
- そのほか、ボストン、フィラデルフィア、サンフランシスコ、グラスゴー、ニューヨーク、シカゴ、モントリオール、ハンブルク、ウィーン。